# Nicétas le Patrice
Saint Nicétas le Patrice (en grec : Νικήτας Πατρίκιος, vers 761-762 – 6 octobre 836) est un moine byzantin et un fervent opposant à l’iconoclasme. Il est parfois identifié à des homonymes de la même époque, dont Nicétas Monomaque (Νικήτας Μονομάχος), un eunuque et général originaire de Paphlagonie.
Il est honoré comme saint par l’église orthodoxe et fêté le 13 octobre.

## Famille
Nicétas naît en Paphlagonie vers les années 760 et ses parents se nomment probablement Grégoire et Anna. Il à au moins un frère, donc un neveu homonyme, qui a écrit la biographie de son oncle, aujourd'hui perdue, un résumé de cette vie est lui aussi perdue, seul le résumé du résumé de cette vie nous est parvenue.
Il à peut être un autre frère, un certain Serge, qui porte le titre Hypatos en 811.
Selon une tradition tardive, il serait un descendant de l’impératrice Théodora, la femme de l’empereur Théophile,. Néanmoins, une telle généalogie est hautement improbable mais toute relation familiale entre les deux n’est pas à exclure. Il est en revanche un parents de l'impératrice Irène, le lien de parenté avec Irère n'est pas connue, mais selon Christian Settipani, il viendrait de Anna, sa mère.

## Biographie
Selon son hagiographie, il est castré par ses parents quand il est enfant, reçoit une bonne éducation et est envoyé à Constantinople à 17 ans. Il faut préciser qu’à l’époque, la qualité d’eunuque peut constituer un tremplin pour l’accession à des postes élevés dans l’administration.
Toujours selon l’hagiographie, Nicétas se distingue parmi les eunuques de la cour impériale et attire l’attention d’Irène l’Athénienne, la régente depuis 780. En 787, il aurait même représenté l’impératrice au deuxième concile de Nicée mais, étant donné l’âge encore jeune de Nicétas à l’époque, ce fait pourrait avoir été inventé.
Quoi qu’il en soit, il est promu au rang de patrice et envoyé comme stratège (gouverneur) de la Sicile. A ce titre, il est généralement identifié au Nicétas mentionné en Sicile comme patrice et stratège en 797. Il envoie alors une ambassade à Charlemagne. Il s’agirait aussi du Nicétas Monomaque qui apparaît dans les sources et qui construit une église en Sicile vers 796. Nicétas quitte la Sicile entre 797 et 799 quand il est remplacé par un certain Michel. Il est difficile de savoir si l’épithète de Monomaque est un nom de famille ou bien un surnom puisqu’il signifie en grec (« seul combattant »), mais s’il s’agit bien de son patronyme alors il serait le premier membre attesté de la famille des Monomaque qui est l’une des plus importantes de l’Empire au XIe siècle, produisant plusieurs hauts fonctionnaires et un empereur en la personne de Constantin IX Monomaque.
Dans les années qui viennent et notamment après la chute d’Irène en 802, la vie de Nicétas est très mal connue. Il aurait souhaité se retirer dans un monastère mais l’empereur Nicéphore Ier s’y serait opposé. Il est aussi associé à plusieurs patrices nommés Nicétas. Il pourrait être le Nicétas qui est le propriétaire du terrain où est plus tard construit le monastère de Gastria ou bien encore celui qui est l’un des fondateurs de l’église de Saint Etienne à Trigléia en Bithynie. Enfin, il est souvent associé à l’amiral Nicétas qui, en 807-808, mène la flotte byzantine dans une opération de reprise en main des territoires impériaux en Dalmatie, alors que Venise tente de sortir du giron byzantin. A cette occasion, il mate la sédition du doge Obelerio Antenoreo. Cet amiral Nicétas est aussi souvent considéré comme le même homme que le logothète général Nicétas en fonction entre 808 et 811.
En 811, Michel Ier Rhangabé arrive sur le trône et c’est à cette occasion que Nicétas est enfin en mesure de rentrer dans les ordres. Il semblerait que l’empereur l’ait soutenu dans sa démarche et lui aurait confié le couvent de Chrysonikè, près de la Porte d’Or, l’une des entrées de Constantinople. Il reste l’higoumène (abbé) de ce monastère jusqu’à la fin de l’année 815, date à laquelle un renouveau de l’iconoclasme apparaît sous l’impulsion de Léon V l'Arménien, le successeur de Michel. Nicétas est fermement opposé à cette doctrine qui condamne le culte des images et il s’éloigne de Constantinople. Il est accusé d’abriter des icônes qui lui sont confisquées tandis qu’il est mis sous résidence surveillée.
Rien n'est connu de sa vie sous le règne de Michel II de 820 à 829. Il réapparaît dans les premiers temps du règne de Théophile, alors que la persécution des iconophiles et notamment des moines s'accroît.